# 張掖屬國
张掖属国，东汉时涼州刺史部下辖的行政区划。
张掖属国原屬張掖郡。汉武帝置属国都尉，以主蛮夷降者。漢安帝永初年間（107 - 113），以張掖都尉所轄地區置張掖屬國，同時還分出張掖居延屬國。與張掖郡平級，設五官：「候官、左骑、千人、司马官、千人官」，各治1地（治今地均不詳），無具體城名辖地包括今张掖市、山丹县南之大黄山（焉支山）、山丹军马场等处及相邻的民乐县、肃南裕固族自治县东南部以达鲜水上游的祁连山区。

### 引用
1. ↑  武帝置屬國都尉，以主蠻夷降者。安帝時，別領五城。 《續漢志 卷二十三 郡國五》劉昭注。
2. ↑  因張掖屬國位於邊塞，經常受到境外少數民族的侵擾，所以屬國領域中的軍民蓋皆以軍隊編制居於一些塢壁之中，故無法以具體城名命名所控地區，而僅以屬國之下所設的候官等官職劃定一定的區域進行管理，於是便以官名作一定區域的代稱。 周振鶴《東漢政區地理》，頁156。